# Ponza
Ponza – miejscowość i gmina we Włoszech, w regionie Lacjum, w prowincji Latina. Miejscowość leży na wyspie Ponza należącej do Wysp Poncjańskich.